# هالیول هوبس
هالیول هوبس (انگلیسی: Halliwell Hobbes; ۱۶ نوامبر ۱۸۷۷ – ۲۰ فوریهٔ ۱۹۶۲) بازیگر اهل بریتانیا بود.
از فیلم‌ها یا برنامه‌های تلویزیونی که وی در آن نقش داشته‌است می‌توان به دختر دراکولا، اتود در قرمز لاکی، خانمی برای یک روز، آقای جردن وارد می‌شود، نمی‌توانی این را با خودت ببری، بودن یا نبودن، دکتر جکیل و آقای هاید، چراغ گاز، گناه مادلن کلوده، شاهین دریا، پل واترلو، کاپیتان خون، فرشته سپید، ما دوباره زندگی می‌کنیم، داستان لوئی پاستور، آن خانم همیلتون، مادام دو باری، شرلوک هولمز با مرگ روبه رو می‌شود، کاردینال ریشلیو، ممنوع، شاهزاده و گدا، پیکان سیاه، و کلید اشاره کرد.